# Michael Grove
Michael Grove (Wheeling, Virginia Occidental, 18 de diciembre de 1996) es un jugador profesional estadounidense de béisbol que se desempeña en la posición de lanzador en Los Angeles Dodgers, equipo de las Grandes Ligas de Béisbol (MLB).

## Carrera
Fue seleccionado en la segunda ronda en el Draft de la MLB de 2018. En 2022 hizo su debut profesional con el equipo Los Angeles Dodgers, donde lleva jugando tres temporadas.